# Maape
Maape is een dorp in het district Central in Botswana. De plaats telt 1319 inwoners (2011).